# Пиганов, Валентин Васильевич
Валентин Васильевич Пиганов (род. 26 сентября 1947 года) — советский и российский кинооператор. Заслуженный деятель искусств Российской Федерации (2004).

## Биография
Родился 26 сентября 1947 года в Баку.
До поступления в институт работал репортёром в различных периодических изданиях Баку.
В 1974 году окончил операторский факультет ВГИКа (учился в мастерской М.Пилихиной, 1968—1972).
С 1972 года работает в кино. В 1979 году Пиганов снимает свой первый фильм на киностудии «Мосфильм» в качестве оператора-постановщика — фильм «Опасные друзья», совместно с А.Темериным.
Наибольшую известность оператору принесли работы в фильмах: «Женщина в белом» (1981), «С вечера до полудня» (1981), «Мэри Поппинс, до свидания!» (1983), «Самая обаятельная и привлекательная» (1985), «Сделано в СССР» (1990).
Член R.G.C. в IMAGO.

## Признание и награды
- За операторскую работу «Серебряный аист» (Кишинёв) — за фильм «С вечера до полудня», 2 серии, реж. К.Худяков, «Мосфильм»
- За изобразительное решение на 37 МКФ в г. Барселоне (Испания) за фильм «Самая обаятельная и привлекательная», реж. Г. Бежанов, «Мосфильм»[2]
- Заслуженный деятель искусств Российской Федерации (2004)[3]

## Фильмография
| Год        | Название фильма                                                               | Участие      |
| ---------- | ----------------------------------------------------------------------------- | ------------ |
| 1974       | «Анна Каренина (фильм-балет)»                                                 | Кинооператор |
| 1979       | «Опасные друзья»                                                              | кинооператор |
| 1981       | «С вечера до полудня»                                                         | кинооператор |
| 1981       | «Женщина в белом»                                                             | Кинооператор |
| 1983       | «Мэри Поппинс, до свидания!»                                                  | кинооператор |
| 1983       | «Молодые люди»                                                                | кинооператор |
| 1984       | «Успех»                                                                       | кинооператор |
| 1985       | «Самая обаятельная и привлекательная»                                         | кинооператор |
| 1986       | «Чегемский детектив»                                                          | кинооператор |
| 1987       | «Претендент» Uchazeč (СССР, Чехословакия)                                     | кинооператор |
| 1988       | «Верными останемся» (Болгария, Венгрия, Германия, Польша, СССР, Чехословакия) | кинооператор |
| 1989       | «Комедия о Лисистрате» Lisistrata (СССР, Греция, Англия)                      | кинооператор |
| 1990       | «Сделано в СССР»                                                              | кинооператор |
| 1990       | «Очищение»                                                                    | кинооператор |
| 1991       | «Московская любовь»                                                           | кинооператор |
| 1991       | «Волкодав»                                                                    | Кинооператор |
| 1992       | «Цена сокровищ»                                                               | кинооператор |
| 1993       | «На Муромской дорожке»                                                        | кинооператор |
| 1993       | «Месть шута (A Fool`s Revenge)»                                               | кинооператор |
| 1995       | «Трамвай в Москве» (короткометражный)                                         | кинооператор |
| 1998- 2002 | «Самозванцы» (все сезоны)                                                     | кинооператор |
| 1999       | «Женщин обижать не рекомендуется»                                             | кинооператор |
| 2002       | «Свободная женщина»                                                           | кинооператор |
| 2002       | «Подмосковная элегия»                                                         | кинооператор |
| 2002       | «Брейк-пойнт »                                                                | кинооператор |
| 2003       | «Черная метка»                                                                | кинооператор |
| 2007       | «Живописная авантюра»                                                         | кинооператор |
| 2010       | «Приколы на переменке»                                                        | кинооператор |